# Simin Behbahani
Pour les articles homonymes, voir Behbahani.
Simin Behbahani ( ou Bihbahani, persan سیمین بهبهاني), de son vrai nom Siminbar Khalili سيمين بر خليلي née le 27 juin 1927 à Téhéran et morte le 19 août 2014 dans la même ville, est une poétesse iranienne et une activiste pour les droits humains et la liberté des femmes. Elle est une figure majeure de la poésie iranienne des XXe et XXIe siècles, avant et après la révolution islamique et amicalement surnommée La Lionne de l'Iran.

## Biographie
Simin Behbahani naît le 27 juin 1927 à Téhéran, en Iran. Sa famille comprend des poètes et des écrivains ainsi que des dirigeants issus de la première révolution moderne, « constitutionnelle », du pays. Son père est Abbas Khalili (en) poète, diplomate, éditeur de journaux et rédacteur en chef d'origine irakienne et sa mère Fahr-Ozma Arghun (fa), poétesse, rédactrice en chef, professeure de français, militante des droits de femmes et membre du Parti communiste iranien, le Tudeh,. 
Simin Behbahani est mariée d'abord à Hassan Behbahani avec qui elle a trois enfants et dont elle porte le nom, puis à Manuchehr Koushya. 
À la fin des années 1940, elle fait des études d'infirmière mais après une violente dispute avec le directeur de l'école elle est renvoyée.  
Tout en s'occupant de sa famille, Simin Behbahani entreprend alors des études de droit et obtient un diplôme à l'Université de Tehéran dans les années 1950, quand très peu de femmes faisaient des études supérieures,. Elle y est l'élève, notamment du Professeur Mahmoud Chehabi. Elle ne pratiquera jamais le droit mais enseigne dans un lycée tout en écrivant de la poésie.

### La poésie
Simin Behbahani  commence à écrire de la poésie à douze ans. Son premier poème est publié alors qu'elle a quatorze ans. Ses premiers poèmes sont écrits dans le style propre à Nima Youchidj, le Char Pareh puis elle se tourne vers les strictes règles du ghazal. 
Elle se fait d'abord connaître en faisant vivre et en renouvelant la poésie classique persane. Elle innove en inversant souvent la structure traditionnelle du ghazal en recourant à une narratrice (alors que les propos sur l’amour sont réservés aux hommes), en ajoutant des sujets théâtraux et des thèmes contemporains et élargit la gamme des vers persans traditionnels.  Elle est l’une des premières poétesses iraniennes à parler de ses désirs amoureux. Elle produit ainsi certaines des œuvres les plus importantes de la littérature persane du XXe siècle,.
Elle commence à expérimenter ces formes au moment même où les vers blancs, sans rime, deviennent populaires auprès des poètes iraniens et que les formes plus classiques sont en déclin. À partir de 1962, elle écrit également des paroles pour la radio nationale. 
Vers la fin des années 1960, elle devient membre du Conseil de la poésie et de la musique en Iran. Peu avant la révolution islamique de 1979, elle adhère à l'Association des écrivains iraniens, qui lutte contre la censure.
Dans ses poèmes, Simin Behbahani aborde des sujets sensibles comme le patriotisme, les questions liées aux femmes, la guerre, la paix, la révolution, la pauvreté, la justice … etc. Pendant la Guerre Iran-Irak, elle écrit des poèmes en faveur d'une solution pacifique au conflit mais le journal Nameh qui publie un de ces poèmes est fermé par le pouvoir,,.
Certains de ses poèmes sont mis en musique par des artistes vocaux iraniens et elle écrit également des textes pour eux.

### Distinctions

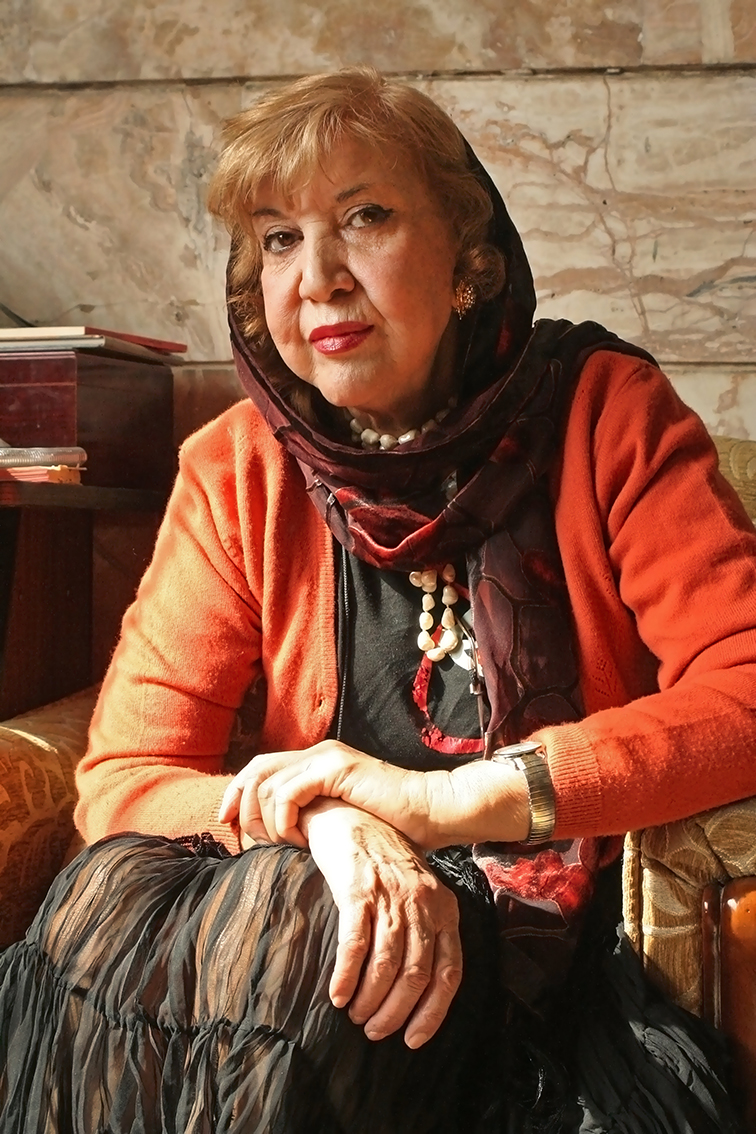
Simin Behbahani

La médaille Carl von Ossietzky est attribuée à Simin Behbahani en 1999. La poétesse reçoit également le prix Simone de Beauvoir en 2009, prix destiné au collectif de femmes iraniennes « Un million de signatures pour la parité entre hommes et femmes »,. Elle est nommée à deux reprises pour le Prix Nobel de littérature (en 1997 et 2006) et, en 2013, elle obtient le grand prix de poésie Janus Pannonius et est lauréate de la poésie mtvU en 2009. Elle est également titulaire du prix Hellman-Hammett/Human Rights Watch, décerné aux écrivains ayant connu la persécution politique en 1998 et du prix de l'Association norvégienne des artistes libres en 2006. 

### Droits humains et répression
Déjà à l'époque du Shah d'Iran, bien avant la révolution de 1979, Simin Behbahan se bat pour la reconnaissance des droits des femmes et notamment pour la suppression de la polygamie. Après 1979, Simin Behbahan continue de s'exprimer en politique, en faveur des droits humains et de la liberté des femmes. Elle participe à de nombreuses actions féministes. Pendant dix ans, ses poèmes sont alors censurés en Iran. Par la suite, ils sont soumis à la censure avant publication. 
Des poèmes tels que Cessez de jeter mon pays au vent, au moment de la réélection violemment contestée du président Ahmadinejad, fustigent directement les autorités iraniennes. Dans un entretien avec le media NPR en 2007, elle exprime son horreur de la lapidation des femmes accusées d'adultère. 
En 2006, elle est battue par la police alors qu'elle participe à un rassemblement pour la journée internationale des femmes en Iran. Quatre ans plus tard, début mars 2010, elle est arrêtée alors qu'elle s'apprête à embarquer pour Paris pour une autre Journée internationale des femmes. Elle est interrogée durant tout la nuit, puis libérée mais son passeport est confisqué. Sa traductrice anglaise, Farzaneh Milani, exprime sa surprise « nous pensions tous qu'elle était intouchable ». En effet, au moment de son arrestation, Simin Behbahani a 82 ans et est presque aveugle,. En 2011, le président américain Barack Obama récite un de ses poèmes à l’occasion des vœux pour le Nouvel an persan. Il décrit « une femme qui a été interdite de voyager hors de l’Iran, même si son œuvre a changé le monde ». 

### Fin de vie
Simin Behbahani est hospitalisée le 6 août 2014 et reste dans le coma jusqu'à sa mort à Téhéran, le 19 août 2014 à l'âge de 87 ans. Des milliers de personnes suivent ses funérailles le 22 août parmi lesquelles le poète Javad Mojabi (en), l'avocate Nasrin Sotoudeh et le tenor Shahram Nazeri qui chante le poème My Country, I Will Build You Again de Simin Behbahani. 
Elle est enterrée au cimetière de Behesht-e Zahra,.

## Poèmes
- 1951 : Setar-e Shekaste
- 1956 : Jay-e Pa
- 1957 : Chelcheraq
- 1963 : Marmar
- 1973 : Rastakhiz
- 1981 : Khatti ze Sorat-o az Atash
- 1983 : Dasht-e Arzhan
- 1989 : Kaqazin Jameh
- 1990 : An Mard,Mard-e Hamraham
- 1994 : Kowli o Nameh o Eshq
- 1995 : Yek Daricheh be Azadi
- 1996 : Ba Qalb-e khod che Kharidam
- 1998 : Negareh-ye Golgun
- 1998 : Jay-e Pa ta Azadi
- 1999 : Yad-e Bazi Nafarat
- 2000 : Yeki Masalan Inkeh
- 2000 : Kelid-o-Khanjar

## Publications traduites (sélection)
- Jalal Alavinia (trad.), Grappe de lumières, Poèmes 1946-2014, Lettres persanes, 2015
- (en) Farzaneh Milani (trad.), Kaveh Safa (trad.), A Cup of Sin : Selected Poems, Syracuse University Press, 1999, 212 p. Lire en ligne (précédé de textes autobiographiques)
- Nahid Norozi (trad.), “La mia spada è la poesia”. Versi di lotta e d’amore nella poetessa persiana Simin Behbahāni (avec une vaste anthologie de poèmes traduits et annotés, et avec les originaux en annexe), WriteUp Books (“Ferdows. Collana di Studi iranici e islamici”), Roma 2023.